# Caisse marocaine des retraites
Pour les articles homonymes, voir CMR.
La Caisse marocaine des retraites (CMR) est un établissement public marocain chargé de la gestion des régimes de retraites des fonctionnaires marocains. Son directeur actuel est Lotfi Boujendar depuis juin 2022. 

## Histoire
La caisse est créée en 1930 en faveur des fonctionnaires civils citoyens français résidents et travaillant au Maroc, ainsi qu’à leur veuves et leurs orphelins. En 1996, la caisse est dotée de la personnalité civile et de l’autonomie financière en vertu de la loi portant sa réorganisation en date du 7 août 1996.

## Fonctionnement
Dépendant du ministère de l'Economie et des Finances marocain, La gestion de la caisse est assurée par un Conseil d’Administration composé de 14 membres dont 7 représentants des organismes employeurs, de 5 représentants du personnel affiliés aux régimes des pensions civiles et militaires et de 2 représentants des retraités de ces mêmes régimes.
La Caisse est dirigée par un directeur qui détient tous les pouvoirs et attributions nécessaires à la gestion de l’établissement.

## Missions
La Caisse marocaine des Retraites est chargée de la gestion des régimes de pensions civiles regroupant :
- Les fonctionnaires stagiaires et titulaires de l’État ;
- Les agents titulaires et stagiaires des Collectivités locales ;
- Les fonctionnaires des établissements publics.
- Les Forces Armées Royales et les Forces Auxiliaires.

## Direction
En juin 2022, Lotfi Boujendar est nommé directeur de la CMR.